# Distretto di Almus

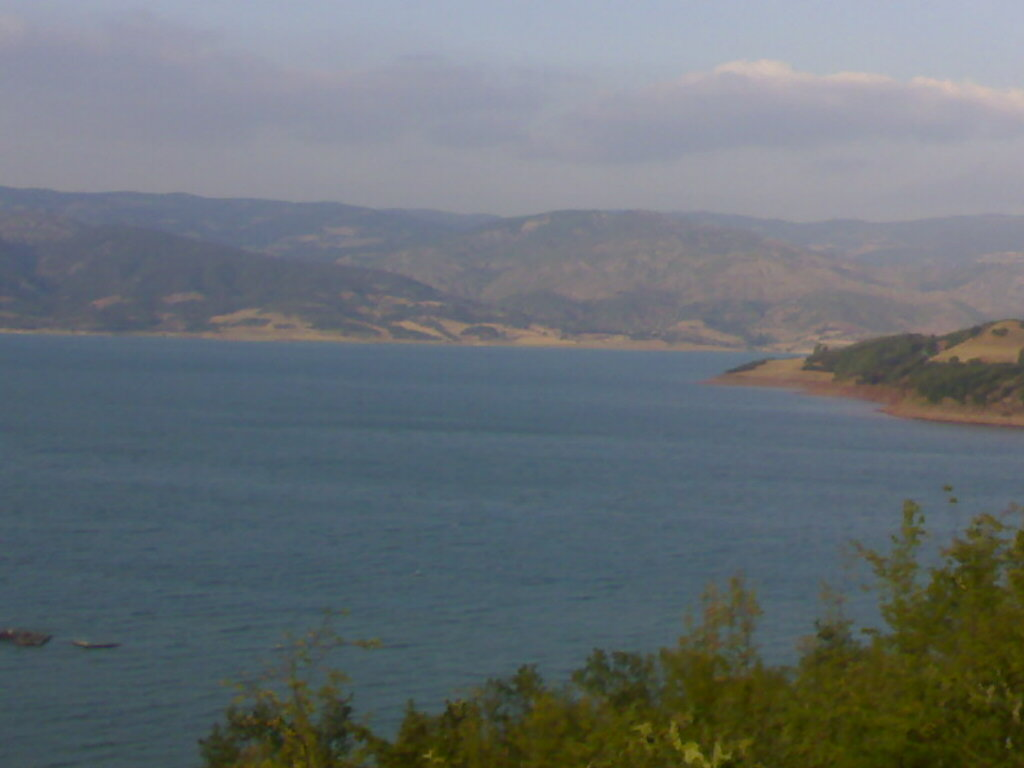
Almus Dam Lake in Almus district

Il distretto di Almus (in turco Almus ilçesi) è uno dei distretti della provincia di Tokat, in Turchia.